# コンスタンス・マネー
コンスタンス・マネー（Constance Money、本名Karen Jensen 1956年11月30日  - ）は、19歳でデビューしたアメリカ合衆国のハードコアポルノ女優。

## 人物
コンスタンス・マネーは、シアトルの医者(Eric Jensen)の娘として生まれる。ワシントン州で最大規模の公立高校として知られるイングルムア高校(en:Inglemoor High School)を卒業。
主に1976年の古典的ポルノ映画『ミスティ・ベートーベン』の主演女優を務めた事により、このジャンルにおける最も初期のスターの1人として記憶されている。AVN殿堂のメンバー。
『ミスティ』の後も他の映画の仕事が舞い込むポルノ界でのキャリアの積み重ねの中で、彼女はハリウッド映画への移行に対する関心を示した。マネーは1978年7月号のPLAYBOY誌のグラビアに登場し、その誌面において、本名で新たにアラスカのレストランにマネージャーとして勤めている事を明らかにした。彼女はまた一般映画の女優になりたいという願望と、ふさわしい役を得るためにカリフォルニアに戻りたいという意欲を繰り返し述べた。
一般映画への進出は実現しないまま彼女はポルノ界にとどまり、コンスタンス・マネーとして時折出演を続けた後、1980年代半ばにアダルト・エンターテインメント業界から引退した。
1980年代に出産した男児がいる。

## 出演作の一部
- 1976年：『ミスティ・ベートーベン (The Opening of Misty Beethoven)』
- 1977年：『秘薬/バイオレンス・パワー (Mary! Mary!)』
- 1977年：『快楽夫人 (Obsessed)』
- 1977年：『バーバラ・ ブロードキャスト (Barbara Broadcast)』
- 1978年：『マラスキーノ・チェリー/夢性 (Maraschino Cherry)』

## 受賞歴
- 1998年 - AVN殿堂顕彰